# 新竜脚類
新竜脚類（しんりゅうきゃくるい、Neosauropoda）は、真竜脚類に属する恐竜の一群である。

## 概要
竜脚類恐竜の一部分で区（division）レベルのクレードで、ディプロドクス科（en）とマクロナリア（en）につながるグループで構成される。ハプロカントサウルス（en）は典型的な基盤的新竜脚類であり、1億5000万年前のジュラ紀後期に生息していた。ディプロドクス、アパトサウルス、ブラキオサウルスなど含む多くの後の竜脚類も、定義により新竜脚類である。このクレードは、もともと1986年にアルゼンチンの古生物学者ホセ·ボナパルト（en）によって提唱された。

## 系統
From Upchurch et al. 2004: 
```
Neosauropoda

 |--
ディプロドクス上科
（
en
）
 |  |--
レバッキサウルス科
（
en
）
 |  |--
ディクラエオサウルス科
（
en
）
 |  `--ディプロドクス科
 `--マクロナリア
    `--
カマラサウルス形類
（
en
）
       |--
ブラキオサウルス科
（
en
）
       `--
ティタノサウルス上科
（
en
）
          `--
ティタノサウルス類
（
en
）
             `--
サルタサウルス科
（
en
）
```